# Oliver Maric
Oliver Marić (sinh ngày 11 tháng 3 năm 1981) là một cầu thủ bóng đá người Thụy Sĩ-Croatia.
Anh từng là thành viên của FC Wohlen, FC Schaffhausen, FC Lucerne và Servette FC. Khi lớn lên ở Lucerne, gia đình Marić chuyển đến Primošten ở bãi biển của Croatia.